# Skagaströnd
Skagaströnd – miejscowość w północno-zachodniej Islandii, na zachodnim brzegu półwyspi Skagi, nad zatoką Húnaflói, u podnóża góry Spákonufell (646 m n.p.m.), około 20 km na północ od Blönduós. W 2018 r. zamieszkiwało ją 477 mieszkańców .
Początki osady związane są z portem, który powstał przy charakterystycznym skalistym przylądku zwanym Höfðinn (isl. „przylądek”), który obecnie, znany bardziej pod nazwą Spákonufellshöfði, objęty jest ochroną. Powstała wówczas przy porcie osada handlowa nazywana była Höfðakaupstaður (isl. „miasto handlowe na przylądku”). Duńczycy, dla których nazwa ta była trudna do wymówienia, używali jednak nazwy Skagestrand (duń. „wybrzeże z cyplem”).
W 1585 król duński wydał pozwolenie handlarzom z Anglii i Hamburga na prowadzenie handlu w Skagaströnd. Po wprowadzeniu duńskiego monopolu na handel w 1602 Skagaströnd było jednym z dwudziestu punktów handlowych na wyspie.
Osada zaczęła się rozwijać dopiero w XIX w. – w 1900 zamieszkiwało ją około 100 osób. Szybki wzrost ludności odnotowano w latach 30. i 40., co wiązać można z rozbudową portu i rozwojem połowów śledzi. W 1945 planowano budowę osady dla 3 tys. osób. W tym okresie próbowano wprowadzić historyczną nazwę Höfðakaupstaður, ale w użyciu pozostała obecna nazwa Skagaströnd.